# Huernia
Die Pflanzengattung Huernia gehört zur Unterfamilie der Seidenpflanzengewächse (Asclepiadoideae) innerhalb der Familie der Hundsgiftgewächse (Apocynaceae). Für die Huernia-Arten wird wie bei Arten vieler anderer Gattungen der Untertribus Stapeliinae der deutsche Trivialname Aasblumen verwendet.

## Beschreibung

### Vegetative Merkmale
Huernia-Arten sind sukkulente Pflanzen; sie bilden meist Bestände. Die Stämmchen sind niedrig oder doch selten über 10 cm hoch, vom Grunde aus, seltener höher verzweigt, vier- bis sechskantig, meist mit großen Kanten und meist auch mit großen Zähnen, mehr oder weniger graugrün, oft gerötet, immer kahl. Es werden nur rudimentäre Blätter, aber keine Nebenblätter gebildet.

### Blütenstände und Blüten

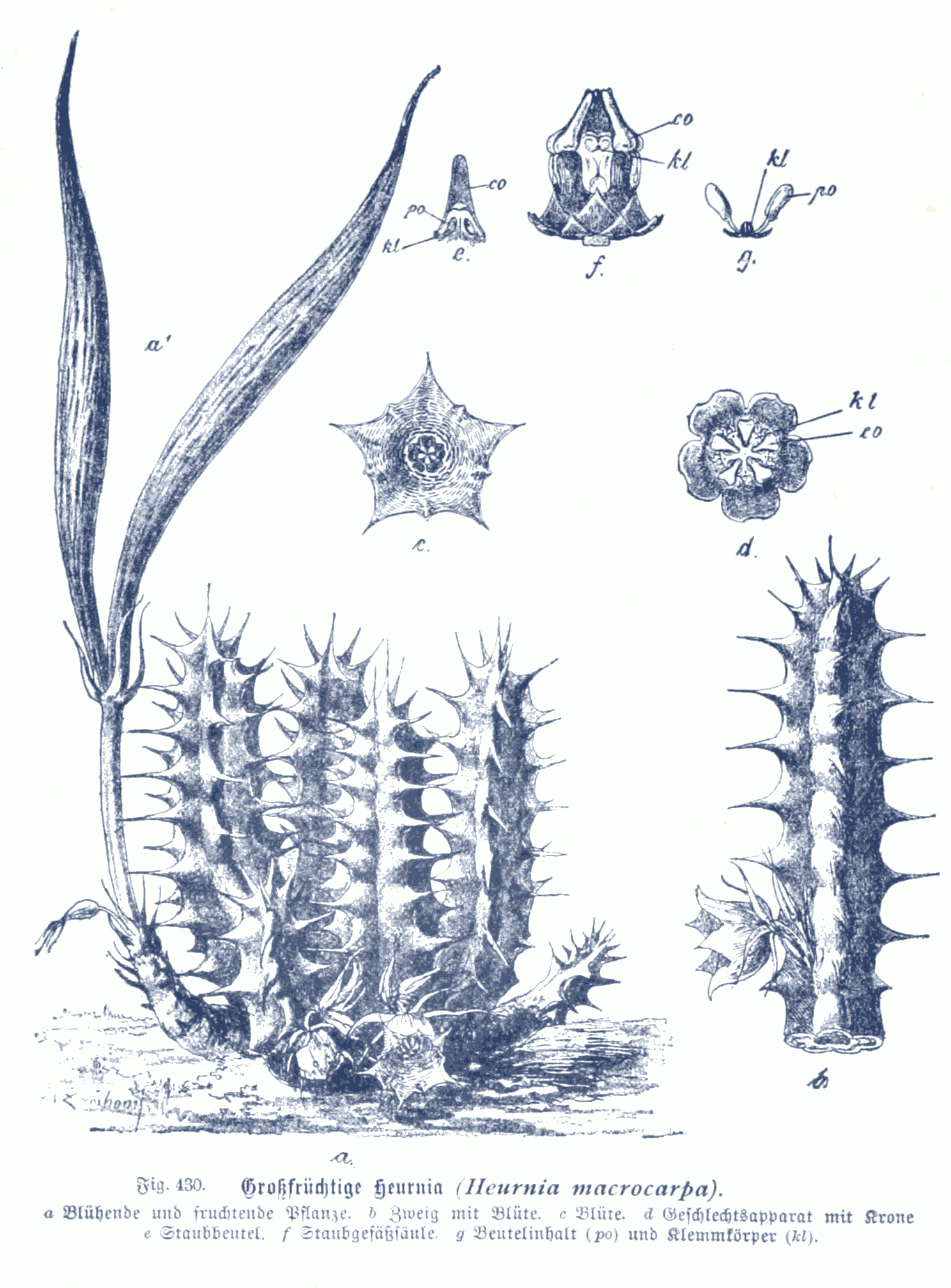
Illustration von Huernia macrocarpa

An der Basis der Stämmchen bilden sich kurz gestielte, doldige Blütenstände mit lanzettlichen Tragblättern und den sich der Reihe nach entfaltenden Blüten. Die Blütenstiele sind verhältnismäßig kurz.
Die zwittrigen Blüten sind radiärsymmetrisch und fünfzählig. Die fünf eiförmig-lanzettlichen Kelchblätter sind verwachsen und enden mit fünf spitzen Zipfeln. Die fünf Kronblätter sind am Grunde glockig verwachsen und enden mit einem zehnzipfeligen Saum, d. h. mit je einem kleineren Zipfel in den Buchten der fünf größeren. Die Zipfel an der Knospe sind klappig, die Mittelzipfelchen bilden vorstehende Ecken. Es ist eine zweireihige Corona mit je fünf Lappen vorhanden und ist innen meist papillös oder warzig, selten glatt. Die äußere Corona fehlt nur bei einer Art und liegt dem Blütengrund auf oder ist selbst etwas angewachsen sowie dem Grund des Gynostegiums angeheftet; die Abschnitte (Ligulae) sind mehr oder weniger frei oder verwachsen, mehr oder weniger rechteckig, ausgerandet oder gezähnt, gewöhnlich sehr dunkel gefärbt. Abschnitte der inneren Corona, der Staminalsäule und den Staubbeuteln angewachsen, einfach, so lang oder länger als die Staubbeutel. Die keulenförmigen Pollinien besitzen am Klemmkörperchen zwei seitlichen Anhängsel.

### Früchte und Samen
Die aufrechten Balgfrüchte sind kahl. Die Samen besitzen an ihrer Spitze ein Haarbüschel.

## Verbreitung
Das natürliche Verbreitungsgebiet der Gattung Huernia erstreckt sich über Südafrika und Namibia, die Arten sind also Florenelemente der Capensis, von Äthiopien und von der Arabischen Halbinsel.

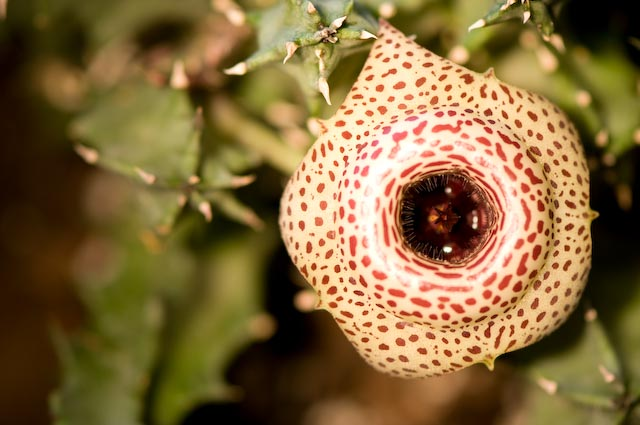
Sektion Huernia: Huernia guttata

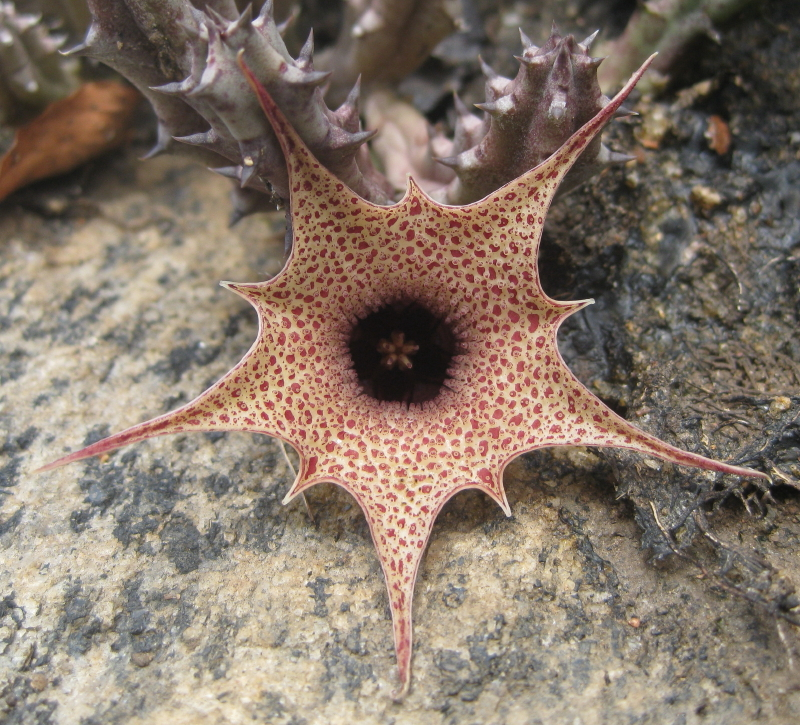
Sektion Huernia: Huernia hislopii

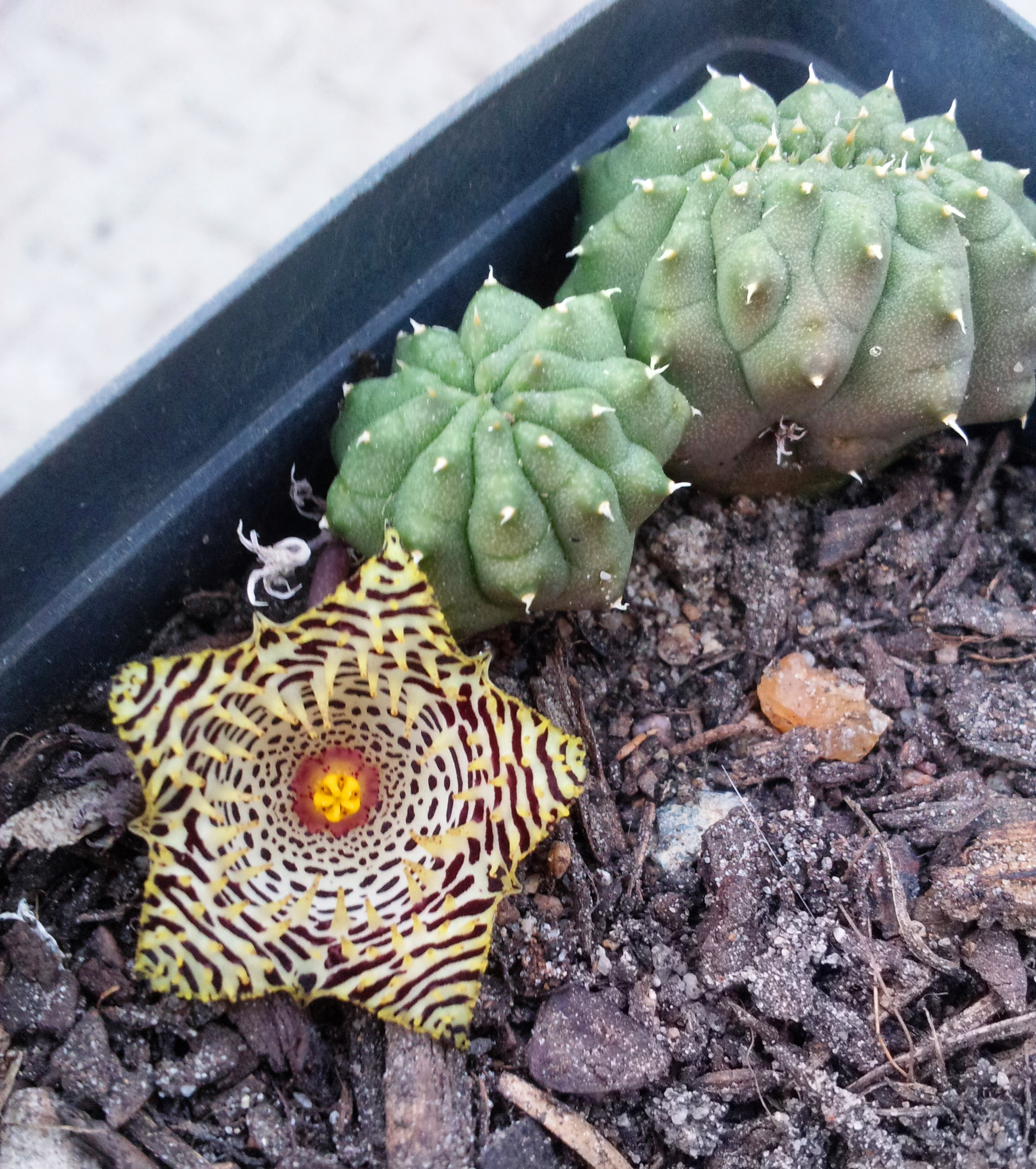
Sektion Huernia: Huernia kennedyana

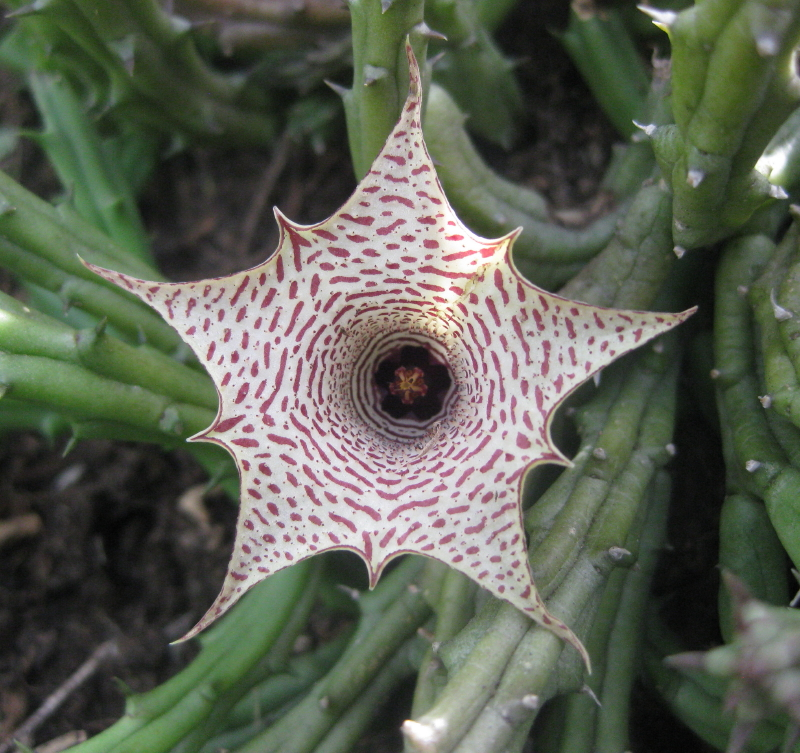
Sektion Huernia: Huernia occulta

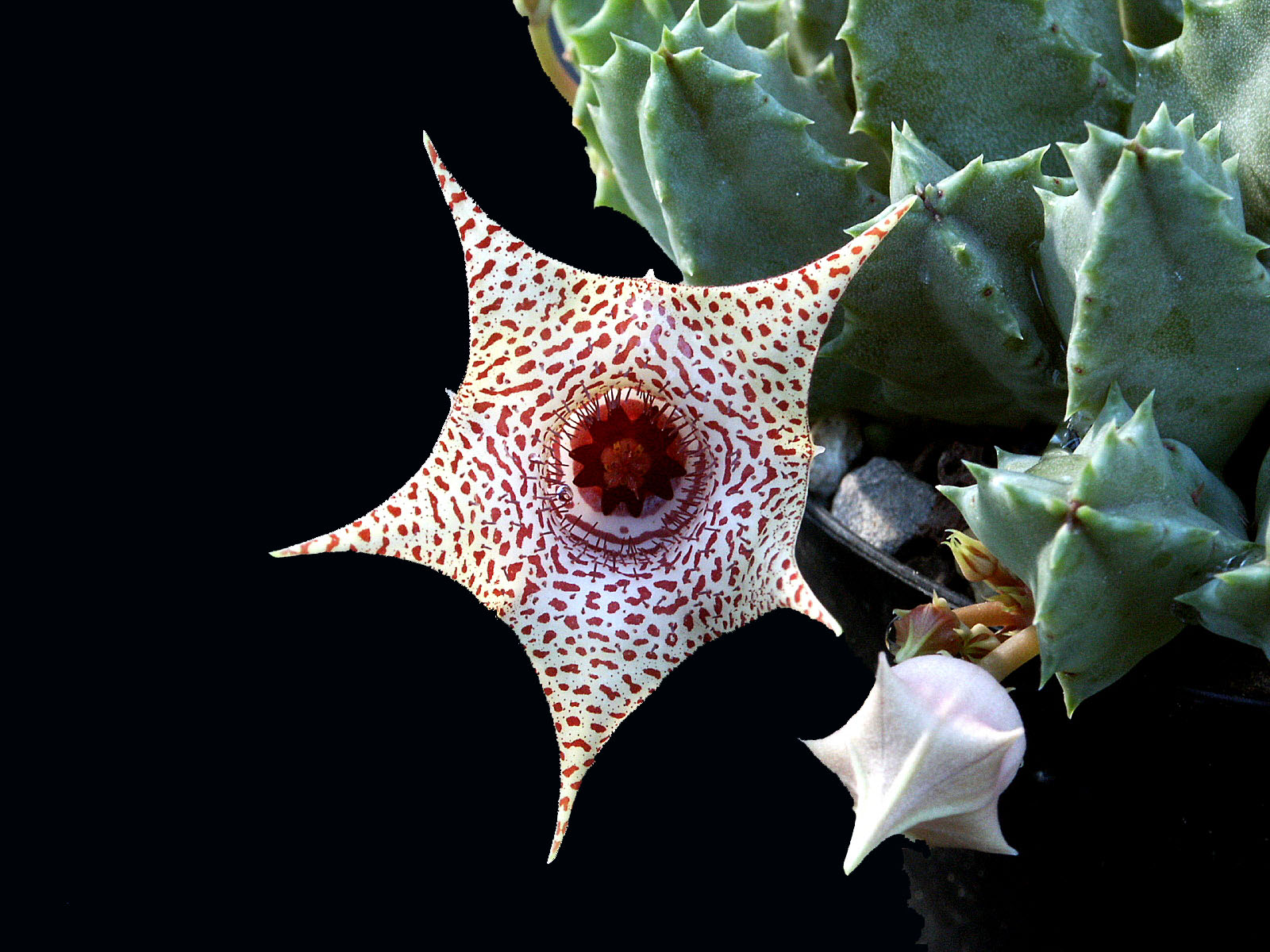
Sektion Huernia: Huernia piersii

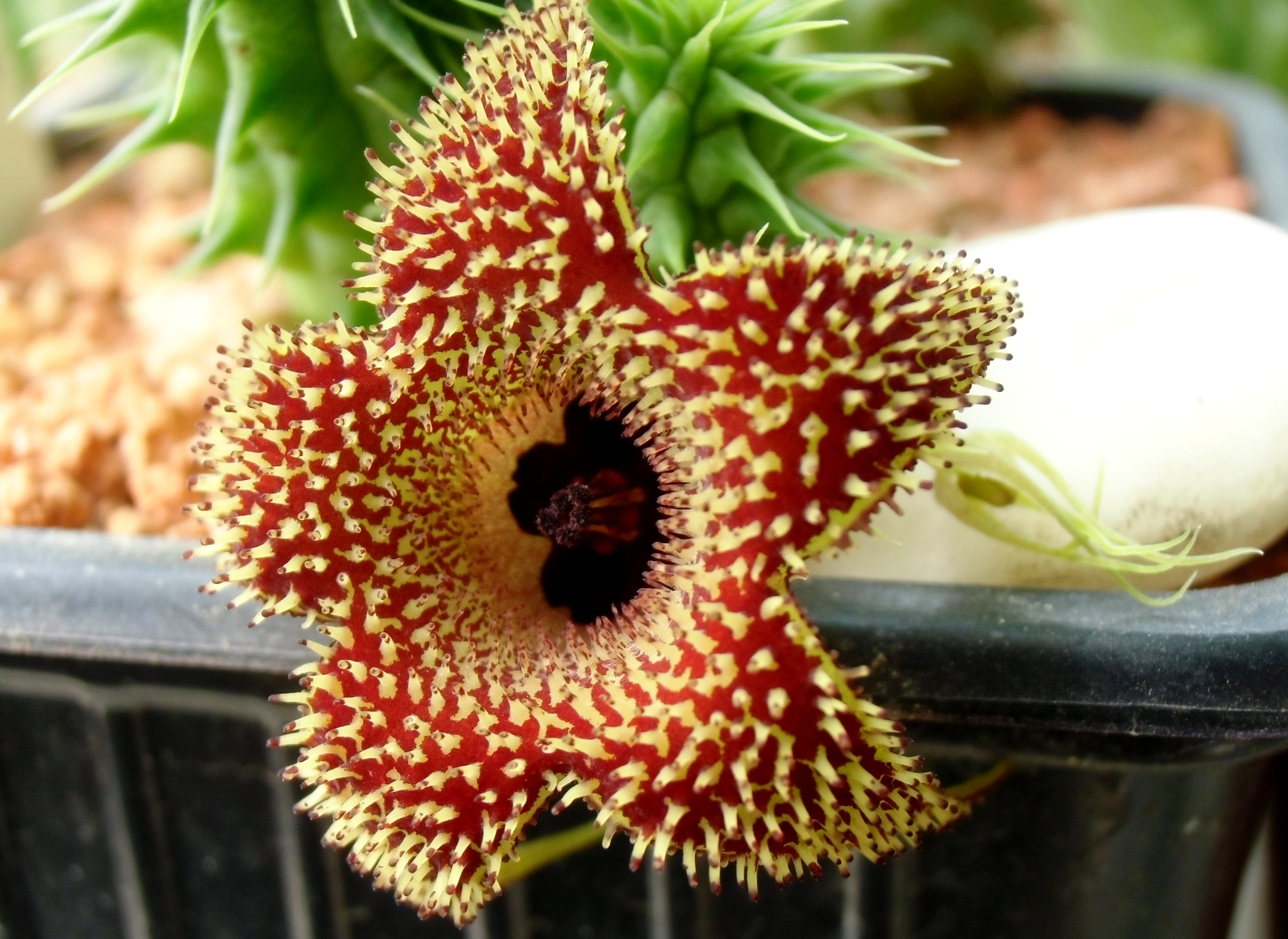
Sektion Huernia: Huernia pillansii

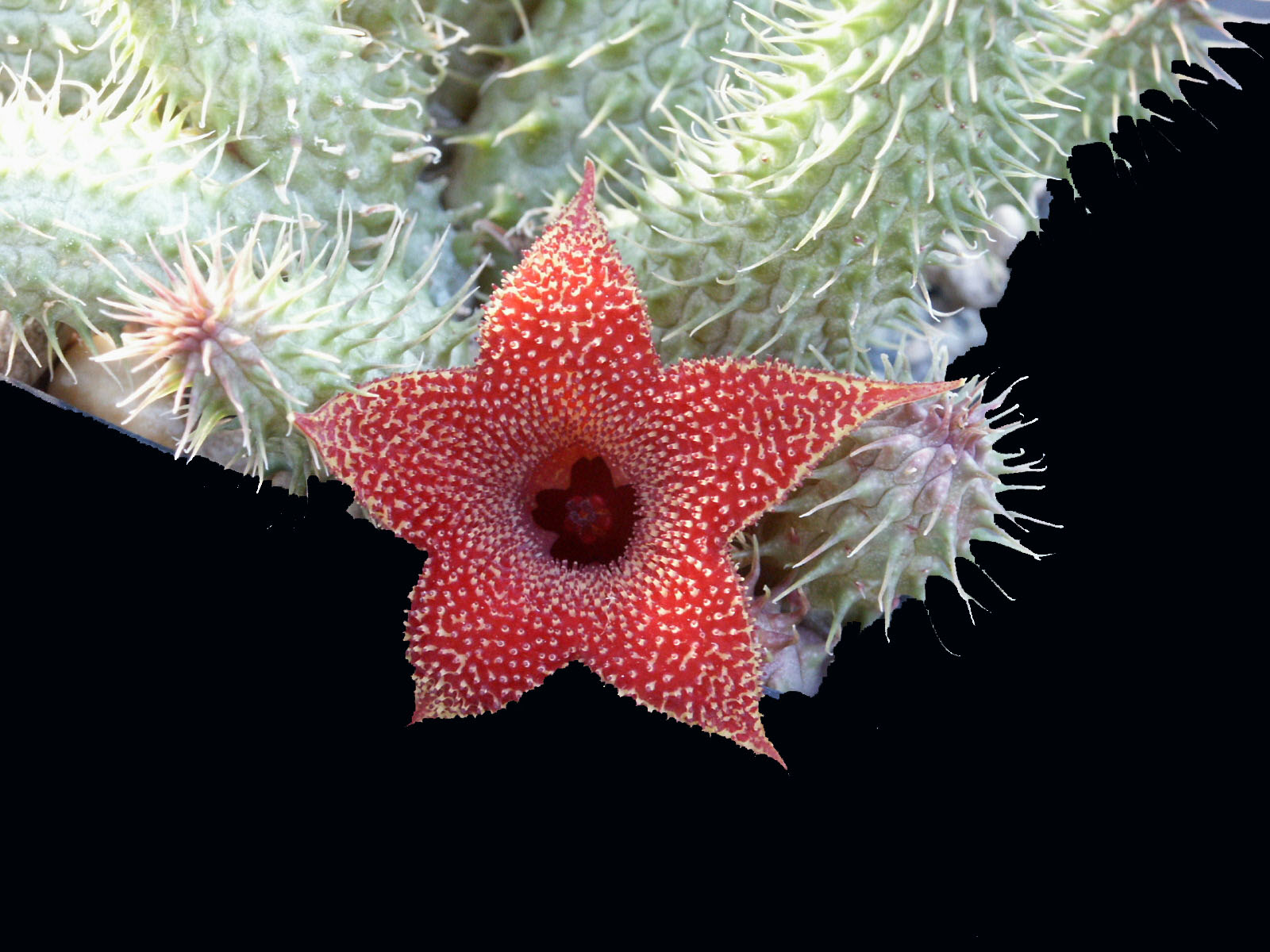
Sektion Plagiostelma: Huernia aspera

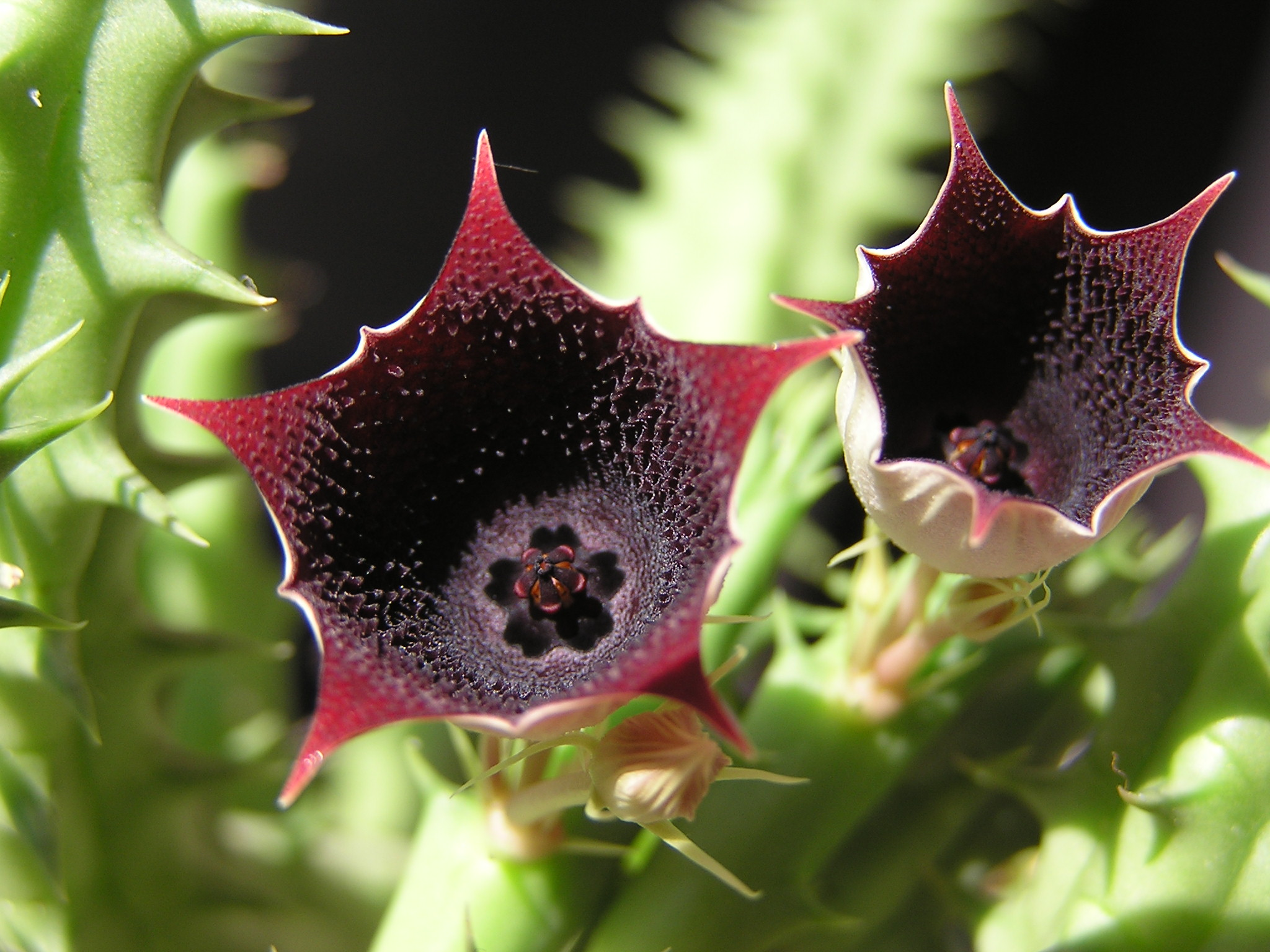
Sektion Plagiostelma: Huernia keniensis

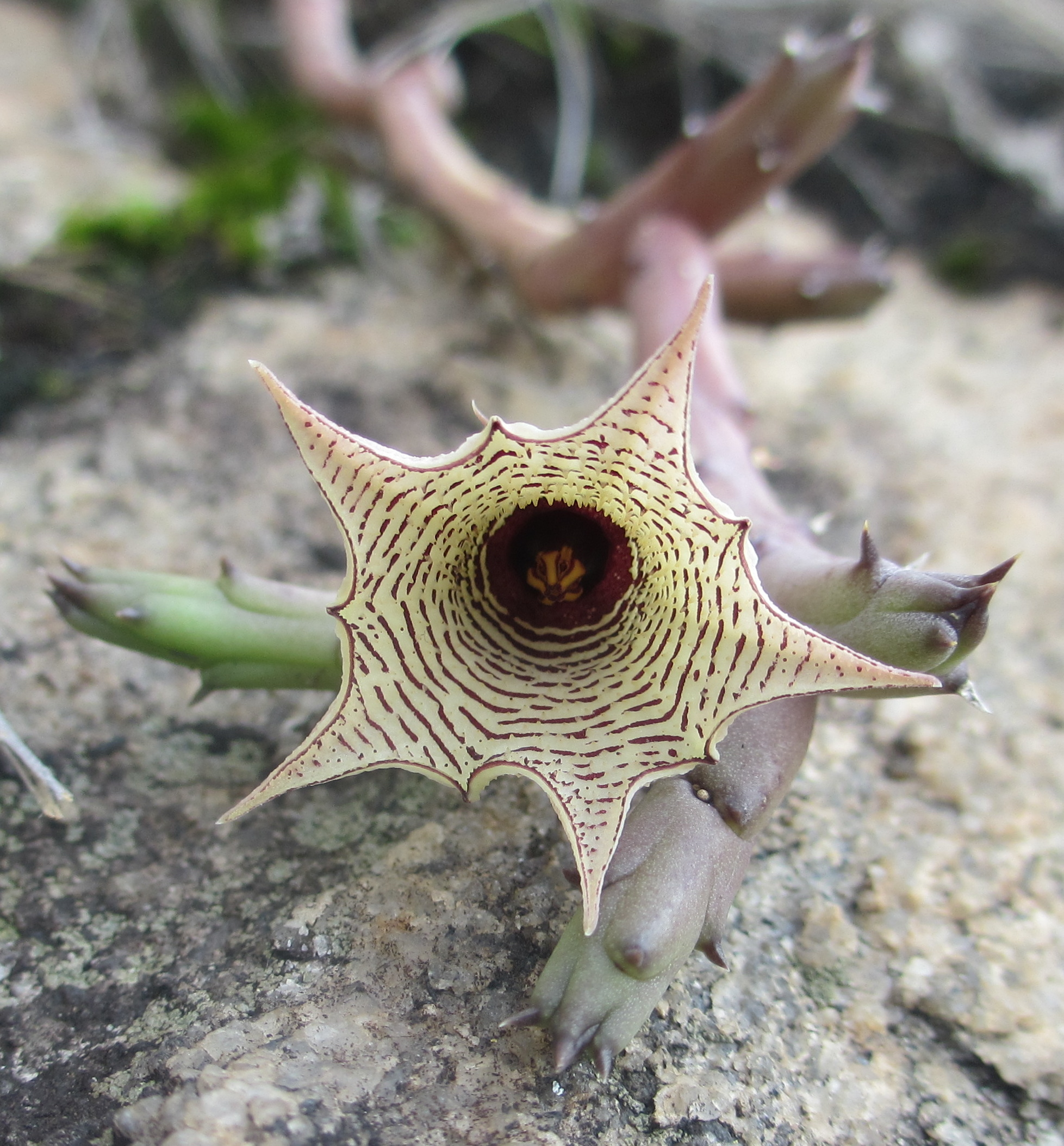
Sektion Plagiostelma: Huernia leachii

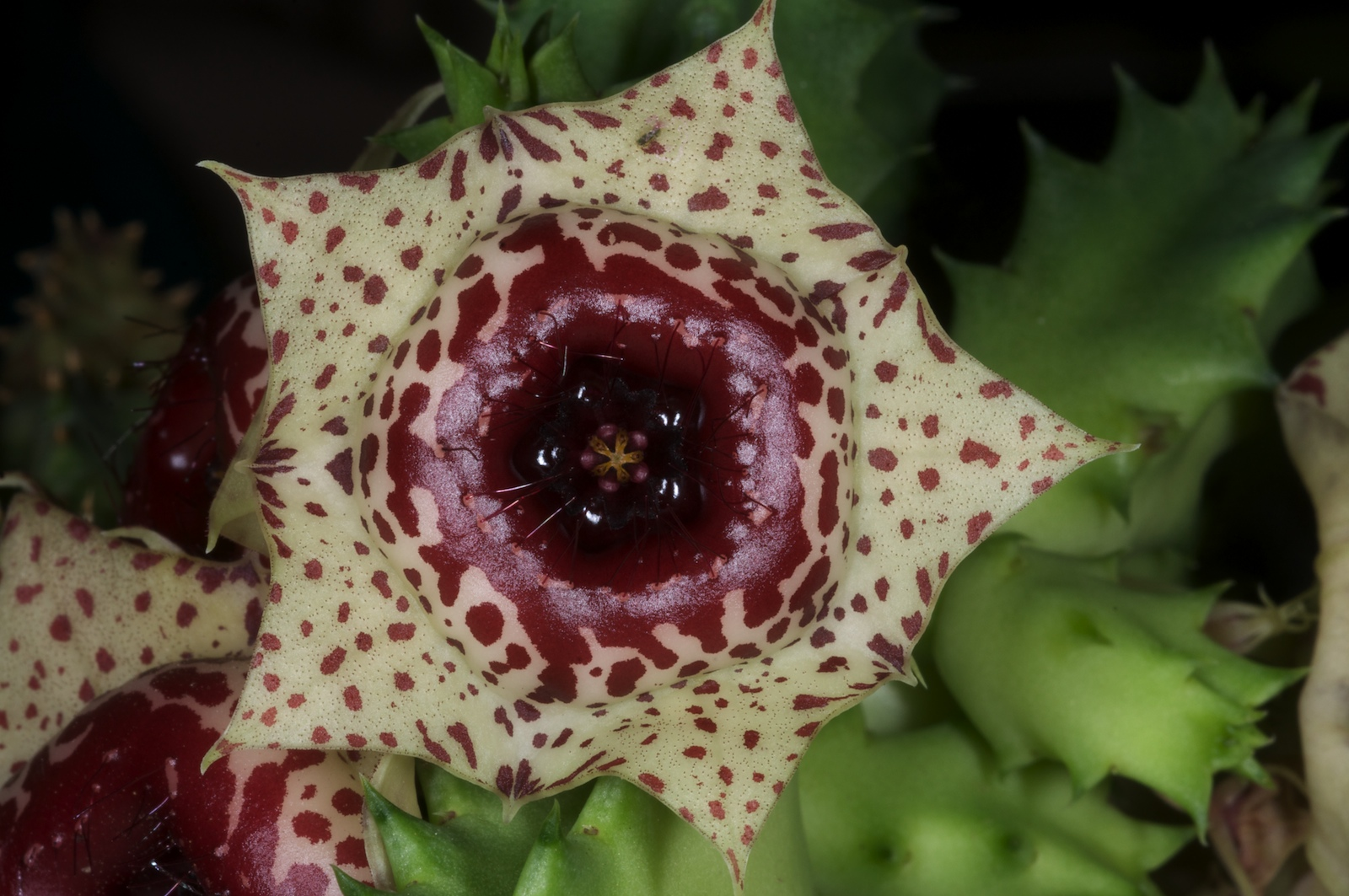
Sektion Plagiostelma: Huernia plowesii

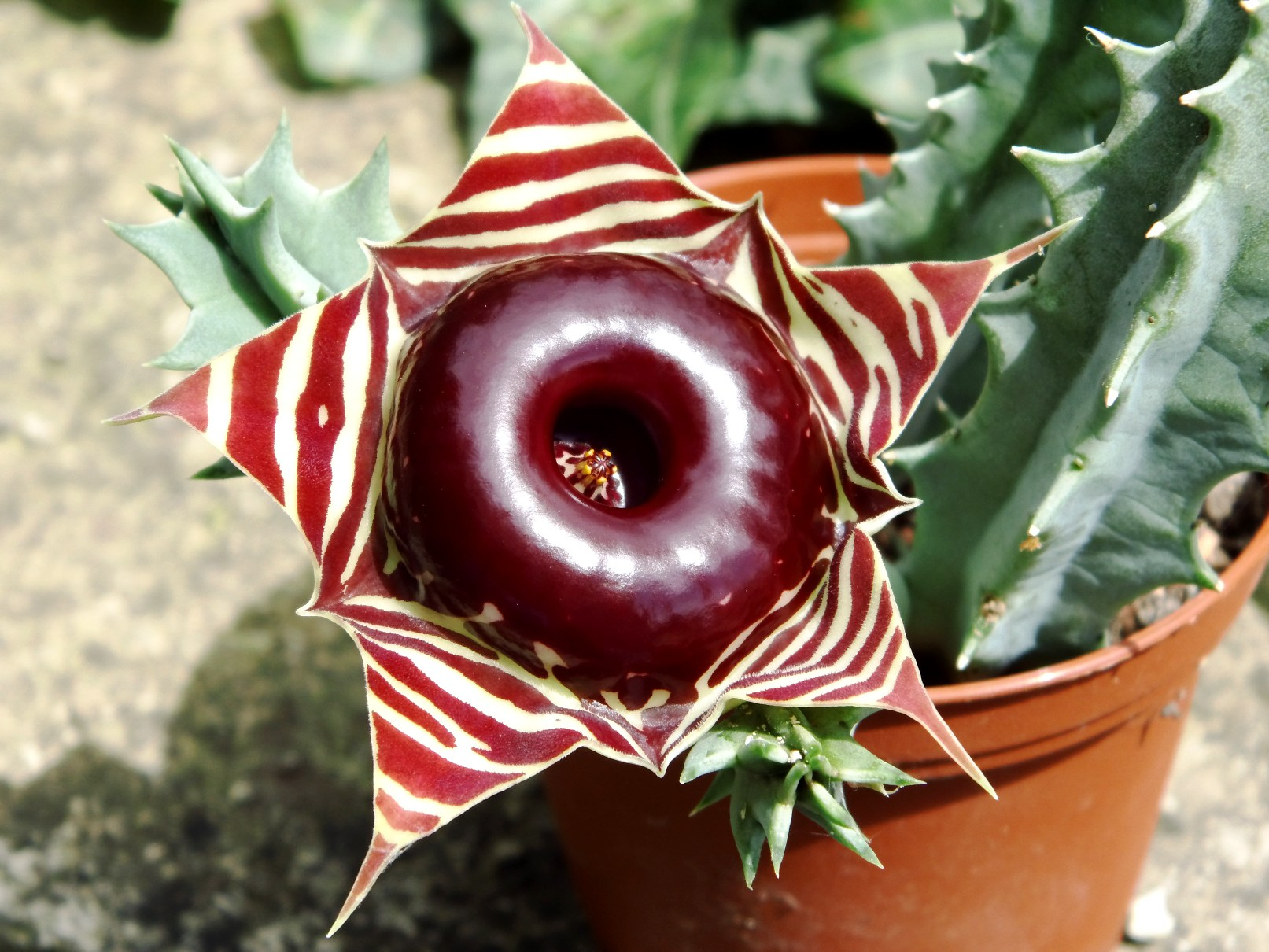
Sektion Plagiostelma: Huernia zebrina

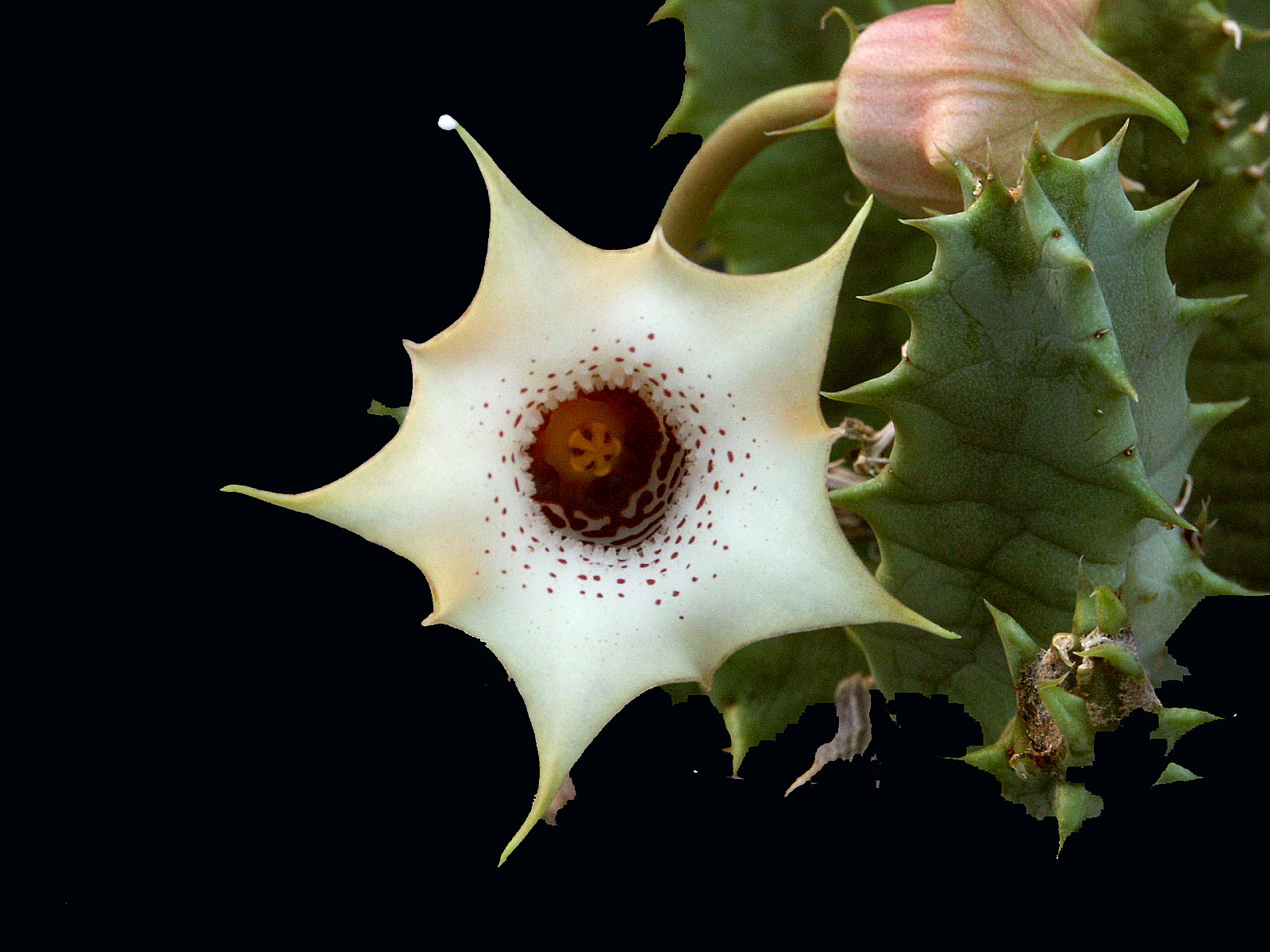
Sektion Fallacistelma: Huernia quinta

## Systematik
Die Erstbeschreibung der Gattung Huernia erfolgte 1810 durch Robert Brown. Der Gattungsname Huernia beruht auf einem Schreibfehler und bezieht sich auf den niederländischen Missionar Justus van Heurne (Justus Heurnius) (1587–1652/3), der als erster Europäer am Kap der Guten Hoffnung Pflanzen sammelte.
Die Gattung Huernia gehört zur Subtribus Stapeliinae aus der Tribus Ceropegieae in der Unterfamilie der Asclepiadoideae innerhalb der Familie der Apocynaceae. Die Gattung wird in drei Sektion eingeteilt und umfasst folgende Arten:
- Sektion Huernia
  - Huernia archeri L.C.Leach: Südöstliches Kenia.[4]
  - Huernia barbata (Masson) Haw.: Kapprovinz bis Oranje-Freistaat.[4] Mit zwei Unterarten:
    - Huernia barbata subsp. barbata (Syn.: Huernia campanulata (Masson) Haw., Huernia claviger (Jacq.) Haw.)
    - Huernia barbata subsp. ingeae (Lavranos) Bruyns

  - Huernia boleana M.G.Gilbert: Äthiopien.[4]
  - Huernia erectiloba L.C.Leach & Lavranos: Nördliches Mosambik.[4]
  - Huernia erinacea P.R.O.Bally: Nördliches Kenia.[4]
  - Huernia guttata (Masson) Haw. (Syn.: Huernia guttata subsp. calitzdorpensis L.C.Leach): Südliche Kapprovinz.[4]
  - Huernia hislopii Turrill, mit den Unterarten:
    - Huernia hislopii subsp. cashelensis (L.C.Leach & Plowes) Bruyns (Syn.: Huernia longituba subsp. cashelensis  L.C.Leach & Plowes): Östliches Simbabwe.[4]
    - Huernia hislopii subsp. hislopii: Simbabwe bis Mosambik.[4]
    - Huernia hislopii subsp. robusta L.C.Leach & Plowes: Nordwestliches Simbabwe.[4]

  - Huernia hystrix (Hook.f.) N.E.Br., mit den Unterarten:
    - Huernia hystrix subsp. hystrix: Südöstliches Simbabwe bis KwaZulu-Natal.[4]
    - Huernia hystrix subsp. parvula (L.C.Leach) Bruyns: Östliche Kapprovinz bis KwaZulu-Natal.[4]

  - Huernia kennedyana Lavranos: Östliche Kapprovinz.[4]
  - Huernia kirkii N.E.Br.: Südöstliches Simbabwe bis östliches KwaZulu-Natal.[4]
  - Huernia levyi Oberm.: Sambia bis nordöstliches Botswana.[4]
  - Huernia lodarensis Lavranos: Südwestliche Arabische Halbinsel.[4]
  - Huernia loeseneriana Schltr.: Mpumalanga bis Oranje-Freistaat.[4]
  - Huernia longii Pillans, mit den Unterarten:
    - Huernia longii subsp. echidnopsoides (L.C.Leach) Bruyns (Syn.: Huernia echidnopsioides (L.C.Leach) L.C.Leach): Südöstliche Kapprovinz.[4]
    - Huernia longii subsp. longii: Südöstliche Kapprovinz.[4]

  - Huernia longituba N.E.Br.: Botswana bis Oranje-Freistaat.[4]
  - Huernia lopanthera Bruyns[5]: Südwestliches Angola.[4]
  - Huernia nigeriana Lavranos: Nigeria.[4]
  - Huernia occulta Hook.f.: Südliches Simbabwe.[4]
  - Huernia piersii N.E.Br.: Östliche Kapprovinz.[4]
  - Huernia pillansii N.E.Br.: Kapprovinz.[4]
  - Huernia praestans N.E.Br.: Südsüdwestliche Kapprovinz.[4]
  - Huernia recondita M.G.Gilbert: Südliches Äthiopien bis Kenia.[4]
  - Huernia reticulata (Masson) Haw.: Westliche Kapprovinz.[4]
  - Huernia saudi-arabica D.V.Field: Südwestliches Saudi-Arabien.[4]
  - Huernia stapelioides Schltr.: Limpopo bis Eswatini.[4]
  - Huernia transvaalensis Stent: Nördliches Südafrika.[4]
  - Huernia volkartii Werderm. & Peitsch., mit den Varietäten:
    - Huernia volkartii var. repens (Lavranos) Lavranos: Östliches Simbabwe bis westliches Mosambik.[4]
    - Huernia volkartii var. volkartii: Südliches tropisches Afrika.[4]

  - Huernia whitesloaneana Nel: Nördliches Limpopo.[4]

- Sektion Plagiostelma K.Schum.
  - Huernia andreaeana (Rauh) L.C.Leach: Südöstliches Kenia.[4]
  - Huernia aspera N.E.Br.: Kenia bis Malawi.[4]
  - Huernia concinna N.E.Br.: Nördliches Somalia.[4]
  - Huernia formosa L.C.Leach: Nördliches Somalia.[4]
  - Huernia hadhramautica Lavranos: Südliches Jemen.[4]
  - Huernia humilis (Masson) Haw. (Syn.: Huernia thudichumii L.C.Leach): Kapprovinz.[4]
  - Huernia humpatana Bruyns [6]: Angola.[4]
  - Huernia keniensis R.E.Fr., mit den Varietäten:
    - Huernia keniensis var. globosa L.E.Newton: Kenia.[4]
    - Huernia keniensis var. grandiflora P.R.O.Bally: Nördliches Kenia.[4]
    - Huernia keniensis var. keniensis: Kenia.[4]
    - Huernia keniensis var. nairobiensis A.C.White & B.Sloane (Syn.: Huernia keniensis var. molonyae A.C.White & B.Sloane): Kenia bis Tansania.[4]

  - Huernia laevis J.R.I.Wood: Südwestliche Arabische Halbinsel.[4]
  - Huernia lavranii L.C.Leach: Nördliches Somalia.[4]
  - Huernia leachii Lavranos: Malawi bis Mosambik.[4]
  - Huernia lenewtonii Plowes: Nördliches Kenia.[4]
  - Huernia macrocarpa (A.Rich.) Schweinf. ex K.Schum.: Nordöstlicher Sudan bis Eritrea und südwestliche Arabische Halbinsel.[4] Mit den Unterarten:
    - Huernia macrocarpa subsp. harerghensis M.G.Gilbert: Äthiopien.[4]
    - Huernia macrocarpa subsp. macrocarpa: Nordöstlicher Sudan bis Eritrea und südwestliche Arabische Halbinsel.[4]

  - Huernia marnieriana Lavranos: Südlicher Jemen.[4]
  - Huernia oculata Hook.f.: Südwestliches Angola bis nördliches und zentrales Namibia.[4]
  - Huernia pendula E.A.Bruce: Östliche Kapprovinz.[4]
  - Huernia plowesii L.C.Leach: Südwestliches Namibia.[4]
  - Huernia procumbens (R.A.Dyer) L.C.Leach: Simbabwe bis Limpopo.[4]
  - Huernia rosea L.E.Newton & Lavranos: Nördlicher Jemen.[4]
  - Huernia rubra Plowes: Nördlicher Jemen.[4]
  - Huernia schneideriana A.Berger: Südwestliches Tansania.[4]
  - Huernia similis N.E.Br.: Angola.[4]
  - Huernia somalica N.E.Br.: Östliches Äthiopien bis nördliches Somalia.[4]
  - Huernia tanganyikensis (E.A.Bruce & P.R.O.Bally) L.C.Leach: Nördliches Tansania.[4]
  - Huernia urceolata L.C.Leach: Südwestliches Angola bis nordwestliches Namibia.[4]
  - Huernia verekeri Stent, mit den Unterarten:
    - Huernia verekeri subsp. angolensis (L.C.Leach) Bruyns: Südwestliches Angola.[4]
    - Huernia verekeri subsp. pauciflora (L.C.Leach) Bruyns: Mosambik.[4]
    - Huernia verekeri subsp. verekeri: Südliches tropisches Afrika bis nordöstliches Namibia.[4]

  - Huernia zebrina N.E.Br., mit den Unterarten:
    - Huernia zebrina subsp. insigniflora (C.A.Maass) Bruyns (Syn.: Huernia insigniflora C.A.Maass): Nördliches Südafrika.[4]
    - Huernia zebrina subsp. zebrina (Syn.: Huernia zebrina subsp. magniflora (E.Phillips) L.C.Leach): Südliches Simbabwe bis südliches Afrika.[4]

- Sektion Fallacistelma L.C.Leach
  - Huernia blyderiverensis (L.C.Leach) Bruyns (Syn.: Huernia quinta var. blyderiverensis L.C.Leach): Mpumalanga.[4]
  - Huernia hallii E.Lamb & B.M.Lamb: Südliches Namibia.[4]
  - Huernia namaquensis Pillans: Namibia bis nördliche Kapprovinz.[4]
  - Huernia nouhuysii I.Verd.: Limpopo.[4]
  - Huernia quinta (E.Phillips) A.C.White & B.Sloane: Nördliches Südafrika.[4]
  - Huernia thuretii J.F.Cels (Syn.: Huernia bayeri L.C.Leach, Huernia brevirostris N.E.Br., Huernia brevirostris subsp. baviaana L.C.Leach, Huernia brevirostris subsp. intermedia (N.E.Br.) L.C.Leach, Huernia thuretii var. primulina (N.E.Br.) L.C.Leach): Namibia bis Kapprovinz.[4]
  - Huernia witzenbergensis C.A.Lückh.: Kapprovinz.[4]

- Ohne Zuordnung zu einer Sektion:
  - Huernia anagaynensis Plowes: Saudi-Arabien.[4]
  - Huernia asirensis Plowes: Saudi-Arabien.[4]
  - Huernia collenetteae Plowes: Saudi-Arabien.[4]
  - Huernia delicata Plowes: Äthiopien.[4]
  - Huernia foetida Plowes: Saudi-Arabien.[4]
  - Huernia mccoyi Plowes: Nördlicher Jemen.[4]
  - Huernia pulchra Orlando & El Azzouni: Somalia.[4]
  - Huernia radhwana Plowes: Saudi-Arabien.[4]
  - Huernia rubrosticta Plowes: Saudi-Arabien.[4]
  - Huernia sudanensis Plowes: Sudan bis Äthiopien.[4]
  - Huernia yemenensis Plowes: Jemen.[4]

Eine Hybride aus Huernia clavigera und Huernia pillansii ist Huernia × distincta N.E.Br.